# أوزيبيو كاسيريس
أوزيبيو كاسيريس (بالإسبانية: Eusebio Cáceres) هو عداء سريع إسباني، ولد في 10 سبتمبر 1991 في أونايل في إسبانيا.

## وصلات خارجية
- أوزيبيو كاسيريس على موقع الاتحاد الدولي لألعاب القوى (الإنجليزية)
- أوزيبيو كاسيريس على موقع الدوري الماسي (الإنجليزية)
- أوزيبيو كاسيريس على موقع اللجنة الأولمبية الدولية (الإنجليزية)
- أوزيبيو كاسيريس على موقع أوليمبيديا (الإنجليزية)
- أوزيبيو كاسيريس على موقع اللجنة الأولمبية الإسبانية (الإسبانية)